# Die Antwoord
Die Antwoord  («La respuesta» en afrikáans) es una banda de electro rap-rave formada en Ciudad del Cabo, Sudáfrica, en 2008 y la cual autodefine su estilo como un movimiento que mezcla diversas culturas, el cual se denomina Zef. El grupo está integrado por «Ninja», «Yo-Landi Vi$$er» y DJ Hi-Tek. Entre sus sencillos más exitosos se encuentran «Enter the Ninja», «I Fink U Freeky», «Fatty Boom Boom», «Ugly Boy», entre otros.
Die Antwoord lanzó su álbum debut de estudio $O$ (2009), para descarga gratuita y llamaron la atención por su video musical para la canción «Enter the Ninja». Después de firmar brevemente con Interscope Records, fundaron su propia discográfica, Zef Records, con la cual lanzaron su segundo y tercer álbum de estudio, Ten$Ion (2012) y Donker Mag (2014), respectivamente.

## Orígenes y estilo

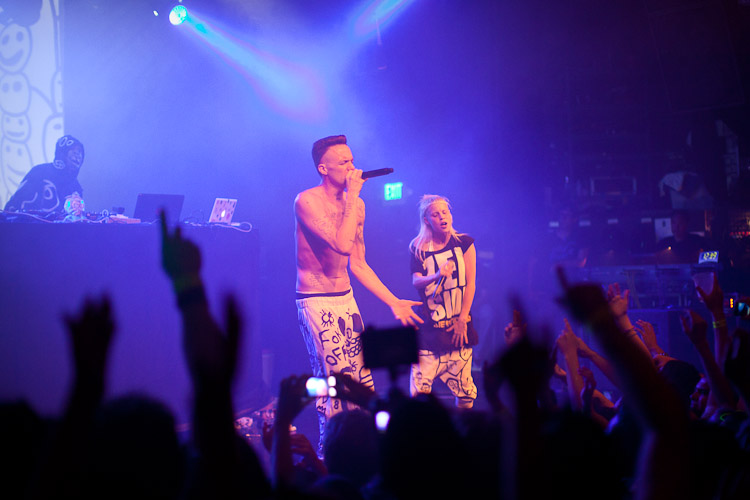
Die Antwoord (Ninja, Yo-Landi Vi$$er y DJ Hi-Tek) en una actuación en el histórico Teatro El Rey en Los Ángeles el 17 de julio de 2010.

Watkin Tudor Jones, vocalista de Die Antwoord, formó parte de la escena hip-hop sudafricano por muchos años, estando en grupos como The Original Evergreen, MaxNormal.TV y The Constructus Corporation. Conocido por personificar diferentes personajes en sus bandas, en Die Antwoord utiliza a un personaje agresivo y vulgar, muy diferente a los otros. Su estilo se asemeja al de ciertos artistas holandeses o al personaje ficticio Ali G que interpreta Sacha Baron Cohen.
"Ninja" dijo para la revista Rolling Stone: "Todo lo que hacía antes de Die Antwoord era experimentar, andar por ahí y tratar de encontrar "die antwoord" (la respuesta)... Todo antes era desechable."
Su álbum debut en 2008, $O$, fue distribuido de manera gratuita desde su sitio web. El año siguiente, el cinematógrafo sudafricano Rob Malpage dirigió junto a Watkin el video de su primer sencillo, "Enter the Ninja".
El estilo visual y musical de Die Antwoord incorpora elementos de la cultura Zef, descritos como modernos y 'trashy', apropiándose de lo pasado de moda, y descartando elementos culturales. Sus letras están hechas en afrikáans, inglés y xhosa.
La banda también es conocida por sus seguidores de culto, especialmente por la inusual creación prolífica de fanart por dichos seguidores. Algunos de sus videos musicales han incorporado obras de arte del destacado fotógrafo Roger Ballen.
Die Antwoord fue observado por periodistas y críticos, particularmente en los Estados Unidos, que se preguntaban con frecuencia si su producción creativa es una broma o algún tipo de engaño. Cuando se les preguntó si estaban interpretando a un personaje, Ninja dijo: "Ninja es, como decir que, Superman es igual a Clark Kent. La única diferencia es que yo no me despego de este traje de Superman". Ellos describen su trabajo como una "ficción documental" y una "experiencia exagerada", diseñado para ser chocante. Ninja dijo a Spin:

La gente es inconsciente y tienes que usar tu arte como una máquina de shock para despertarlos. Algunas personas se van demasiado lejos. Ellos sólo se siguen preguntando: "¿Es real? ¿Es real?" Eso es dwanky. Esa es una palabra que tenemos en Sudáfrica "dwanky". Es como "estúpido, aburrido". "¿Es real?" Dwanky. Tienes que ser futurista y seguir adelante. Tienes que ser una buena guía para ayudar a las personas a alejarse de las experiencias aburridas.

## Carrera cinematográfica
Die Antwoord hizo su debut en el cine el 6 de marzo de 2015 en los Estados Unidos con la película Chappie, en la que actuaron como dos de los protagonistas. También contribuyó para la banda sonora de la misma con las canciones «Never Le Nkemise» (2012), «Enter The Ninja» (2010), «Cookie Thumper» (2013), «Beat Boy» (2009), «Baby’s On Fire» (2013) y una canción nueva para la película, «Happy Go S*cky F*cky».

## Discografía

### Álbumes
- 2009 - $O$ (MP3, álbum, auto-editado)
- 2010 - $O$ (revised version) (CD, álbum, Cherrytree Records)
- 2012 - Ten$Ion
- 2014 - Donker Mag
- 2016 - Suck on this Mixtape
- 2016 - Mount Ninji And The Nice Time Kid
- 2020 - House of Zef

### EP sencillos
- 2010 - 5 (CD, EP, Cherrytree Records)
- 2010 - Ekstra (CD, EP, Cherrytree Records)

### Sencillos
| 2009                                                                          | "Wat Pomp" (feat. Jack Parow)                                | -  | $O$                                             |
| 2009                                                                          | "Beat Boy"                                                   | -  | $O$                                             |
| 2010                                                                          | "Enter the Ninja"                                            | 37 | 5 & $O$                                         |
| 2010                                                                          | "Fish Paste"                                                 | -  | 5 & $O$                                         |
| 2010                                                                          | "Evil Boy" (feat. Wanga)                                     | -  | $O$                                             |
| 2011                                                                          | "Rich Bitch"                                                 | -  | $O$                                             |
| 2011                                                                          | "Fok Julle Naaiers"                                          | -  | Ten$ion                                         |
| 2012                                                                          | "I Fink U Freeky"                                            | -  | Ten$ion                                         |
| 2012                                                                          | "Baby's on Fire"                                             | -  | Ten$ion                                         |
| 2012                                                                          | "Fatty Boom Boom"                                            | -  | Ten$ion                                         |
| 2012                                                                          | "XP€N$IV $H1T"                                               | -  | Sencillo sin álbum                              |
| 2013                                                                          | "Cookie Thumper"                                             | -  | Donker Mag                                      |
| 2014                                                                          | "Ugly Boy"                                                   | -  | Donker Mag                                      |
| 2014                                                                          | Pitbull Terrier                                              | -  | Donker Mag                                      |
| 2016                                                                          | "Dazed and Confused" (feat. God)                             | -  | Suck On This                                    |
| 2016                                                                          | "Bum Bum" (feat. God)                                        | -  | Suck On This                                    |
| 2016                                                                          | "Gucci Coochie" (feat. Dita Von Teese, The Black Goat + God) | -  | Suck On This & Mount Ninji and Da Nice Time Kid |
| 2016                                                                          | "Banana Brain"                                               | -  | Mount Ninji and Da Nice Time Kid                |
| 2016                                                                          | "Have a Candy"                                               | -  | Mount Ninji and Da Nice Time Kid                |
| 2016                                                                          | "Fat Faded F@ck Face"                                        | -  | Mount Ninji and Da Nice Time Kid                |
| 2017                                                                          | "Love Drug"                                                  | -  | Sin Album                                       |
| 2018                                                                          | "2•GOLDEN DAWN•7"                                            | -  | Sin Album                                       |
| 2019                                                                          | "DntTakeMe4aPoes" (feat. G-BOY)                              | -  | Sin Album                                       |
| 2019                                                                          | "Baita Jou Sabela" (feat. Slagysta)                          | -  | Sin Album                                       |
| 2022                                                                          | "Age of Illusion"                                            | -  | Sencillo sin álbum                              |
| 2022                                                                          | "BARUCH IN JOU OEG" (feat. Baruch)                           | -  | Sencillo sin álbum                              |
| 2023                                                                          | "REANIMATED"                                                 | -  | Sencillo sin álbum                              |
| 2024                                                                          | "Everythinh is Perfect"                                      | -  | Sencillo sin álbum                              |
| 2024                                                                          | "Pokémon"                                                    | -  | Sencillo sin álbum                              |
| "-" denota un lanzamiento que no se trazó o no fue lanzado en ese territorio. |                                                              |    |                                                 |

### Music videos
| Título                           | Año  | Director(es)                                      |
| -------------------------------- | ---- | ------------------------------------------------- |
| "Wat Pomp"                       | 2009 | Die Antwoord                                      |
| "Enter the Ninja"                | 2010 | Rob Malpage                                       |
| "Evil Boy"                       | 2010 | «Ninja» and Rob Malpage                           |
| "Rich Biatch"                    | 2011 | Kobus Holnaaier and Ninja                         |
| "Fok Julle Naaiers"              | 2011 | Ninja and Ross Garrett                            |
| "I Fink U Freeky"                | 2012 | Roger Ballen and Ninja                            |
| "Baby's on Fire"                 | 2012 | Ninja and Terence Neale                           |
| "Fatty Boom Boom"                | 2012 | Ninja, Terence Neale and Saki Fokken Bergh        |
| "Dis iz Why I'm Hot (zef remix)" | 2012 | Ninja, Clayton Cubitt, Terence Neale, Wang Newton |
| "Cookie Thumper!"                | 2013 | Ninja                                             |
| "Pitbull Terrier"                | 2014 | Ninja                                             |
| "Ugly Boy"                       | 2014 | Ninja                                             |
| "Banana Brain"                   | 2016 | Ninja and Terence Neale                           |
| "Fat Faded Fack Face"            | 2016 | Yolandi Visser                                    |
| "Love Drug" (Lyric)              | 2017 | Ninja and Yolandi Visser                          |
| "Tommy Can't Sleep" (Short)      | 2017 | Yolandi Visser and Roger Ballen                   |
| "Alien"                          | 2018 | Ninja                                             |
| "DntTakeMe4aPoes"                | 2019 | Yolandi Visser                                    |
| "Baita Jou Sabela"               | 2019 | Ninja                                             |
| "Future Baby"                    | 2020 | Calder Greenwood                                  |